# Kontraktteori
Kontraktteori er en gren af økonomisk teori, som undersøger, hvordan forskellige aktører indgår formaliserede aftaler for at opnå bestemte formål. Det kan f.eks. være overenskomster mellem lønmodtagere og virksomheder, kontrakter mellem aktionærerne i en virksomhed og virksomhedens ledelse, mellem en virksomhed og dens leverandører, mellem en udlejer af en ejendom og hans lejere eller mellem forsikringsselskaber og deres kunder.

## Kontraktteori under asymmetrisk information
I kontraktteori kan asymmetrisk information mellem parterne finde sted. Når der ikke er fuldkommen information, vil personer ofte befinde sig i en situation, hvor de er afhængige af, at andre handler på deres vegne. Kontrakter er en måde, hvorpå man kan skabe incitamenter, som forhindrer en interessekonflikt, og fastlægger, hvordan en eventuel risiko skal fordeles mellem parterne. Kontrakter bruges således ofte til at regulere principal-agent-forhold. Teorien kan f.eks. besvare spørgsmål som hvornår arbejdere bør få udbetalt en bonus for deres indsats; hvordan man bedst indretter kontrakten, der specificerer, under hvilke omstændigheder bonussen skal udbetales; om direktører i virksomheder bør få aktieoptioner som del af deres ansættelseskontrakter, eller om andre ordninger er bedre; hvornår forsikringsselskaber bør forlange selvrisiko; hvordan det er bedst at indrette en forsikring med en selvrisiko; og under hvilke omstændigheder det er hensigtsmæssigt at privatisere offentlige ydelser.
En vigtig del af kontraktteorien er teorien om ufuldstændige kontrakter. Denne teori tager udgangspunkt i, at det ofte kan være umuligt at specificere regler for samtlige mulige fremtidige hændelser, som kan påvirke forholdet mellem kontraktparterne. I sådanne situationer bør kontrakter i stedet bestemme, hvem der har retten til at bestemme, hvilke handlinger der skal foretages i den givne situation.

## Historie
Den senere Nobelpristager i økonomi Kenneth Arrow underkastede som en af de første området en formel analyse i 1960'erne. Området blev kendt i en bredere offentlighed, da økonomerne Oliver Hart og Bengt Holmström i 2016 fik Nobelprisen i økonomi for deres forskning indenfor kontraktteori.